# Hotto Motto

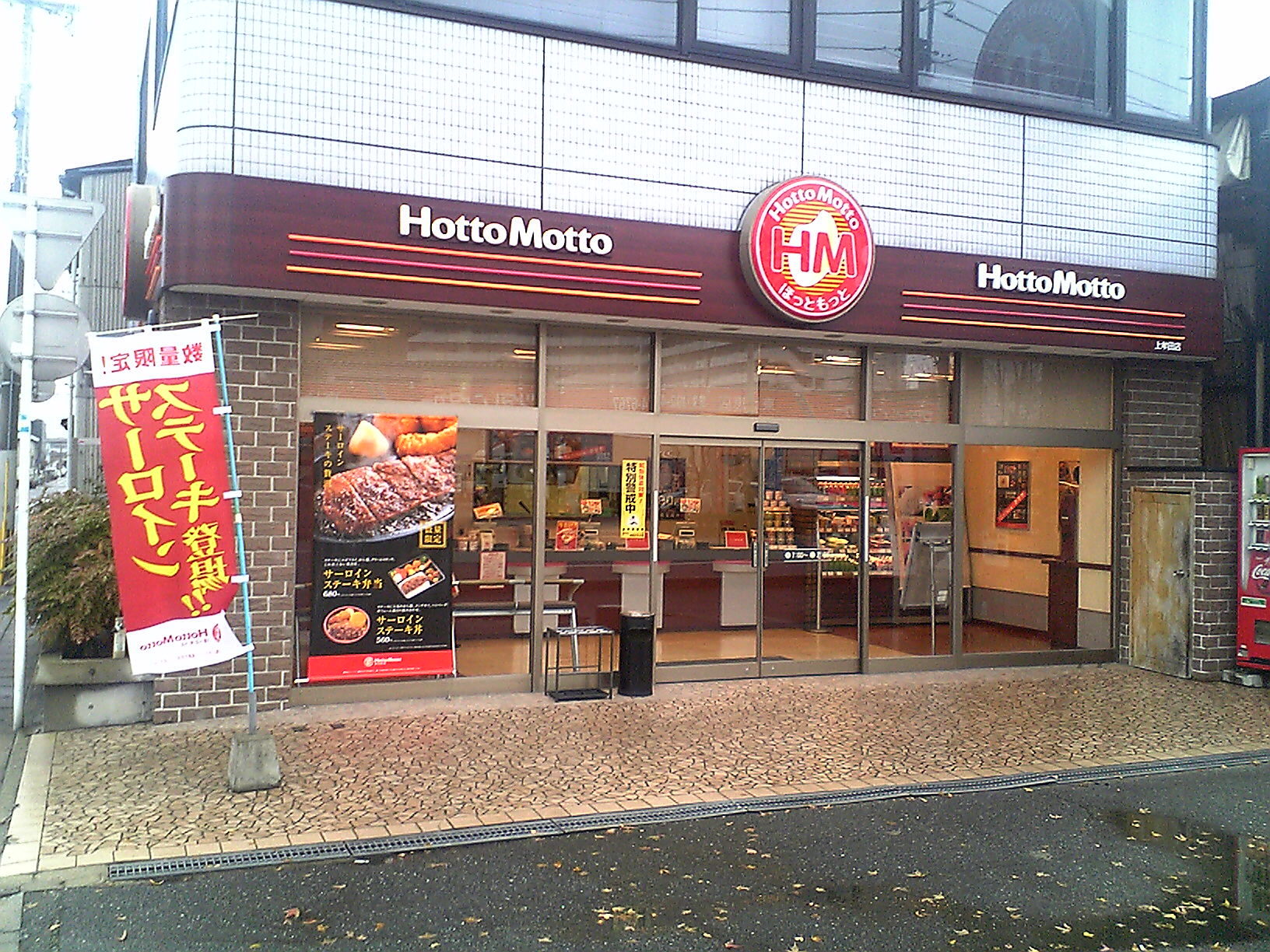
Un negozio Hotto Motto a Fukuoka

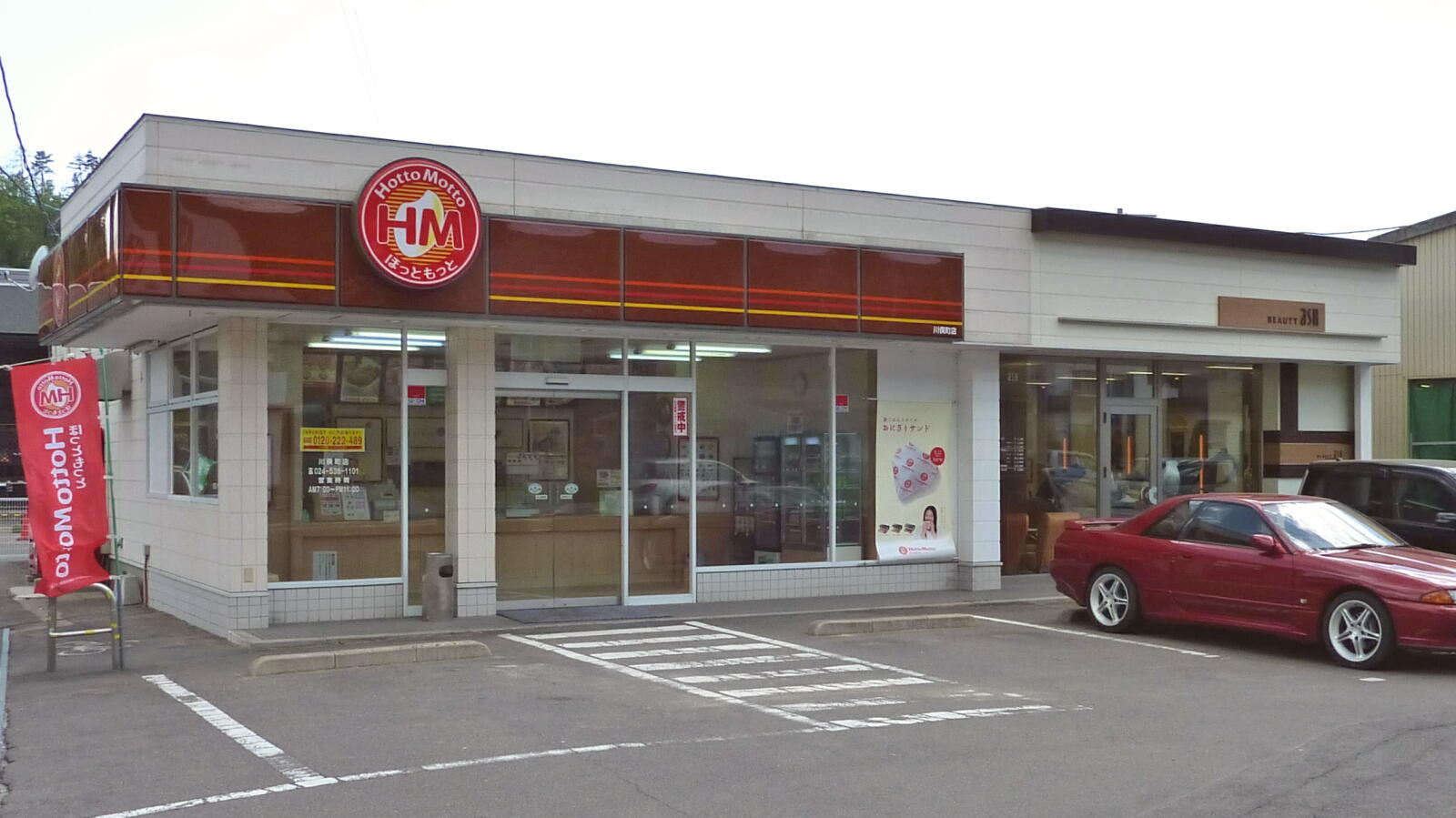
Un negozio Hotto Motto a Kawamata, Fukushima

Hotto Motto (In giapponese: ほっともっと) è una catena giapponese di fast food specializzata in bentō (vassoio contenitore con coperchio, adibito a servire un pasto, in singola porzione), presente in tutte e 5 le prefetture nipponiche del Giappone. È di proprietà di Plenus, che opera fuori dalla regione Kyushu-Yamaguchi. Nel 2011 è diventato sponsor dello stadio di baseball di Kobe Sports Park, ora noto come "Hotto Motto Field Kobe". La catena serve una varietà di classici giapponesi tra cui pollo karaage, maiale e pollo katsu, salmone Teriyaki e molti altri.

## Espansione in Australia
Nel marzo 2013, Plenus ha creato una filiale australiana nota come "PLENUS AusT PTY. LTD". L'anno seguente, nel giugno del 2014, Plenus ha aperto a Sydney uno dei ristoranti della catena di ristoranti "Yayoi". L'anno seguente Plenus aprì un altro Yayoi situato nel centro commerciale Galeries a Sydney. L'8 dicembre 2016, Plenus ha aperto un negozio Hotto Motto nel centro commerciale The Galeries, lo stesso centro del loro secondo ristorante Yayoi. Anche se il Sydney Menu ha molti meno oggetti di quello di un Motto Hotto giapponese, hanno ancora i loro piatti caratteristici. Plenus spera che il loro insediamento in Australia consentirà loro di espandere il proprio marchio in Australia, oltre a espandersi e diversificarsi in più paesi.